# Hyksos

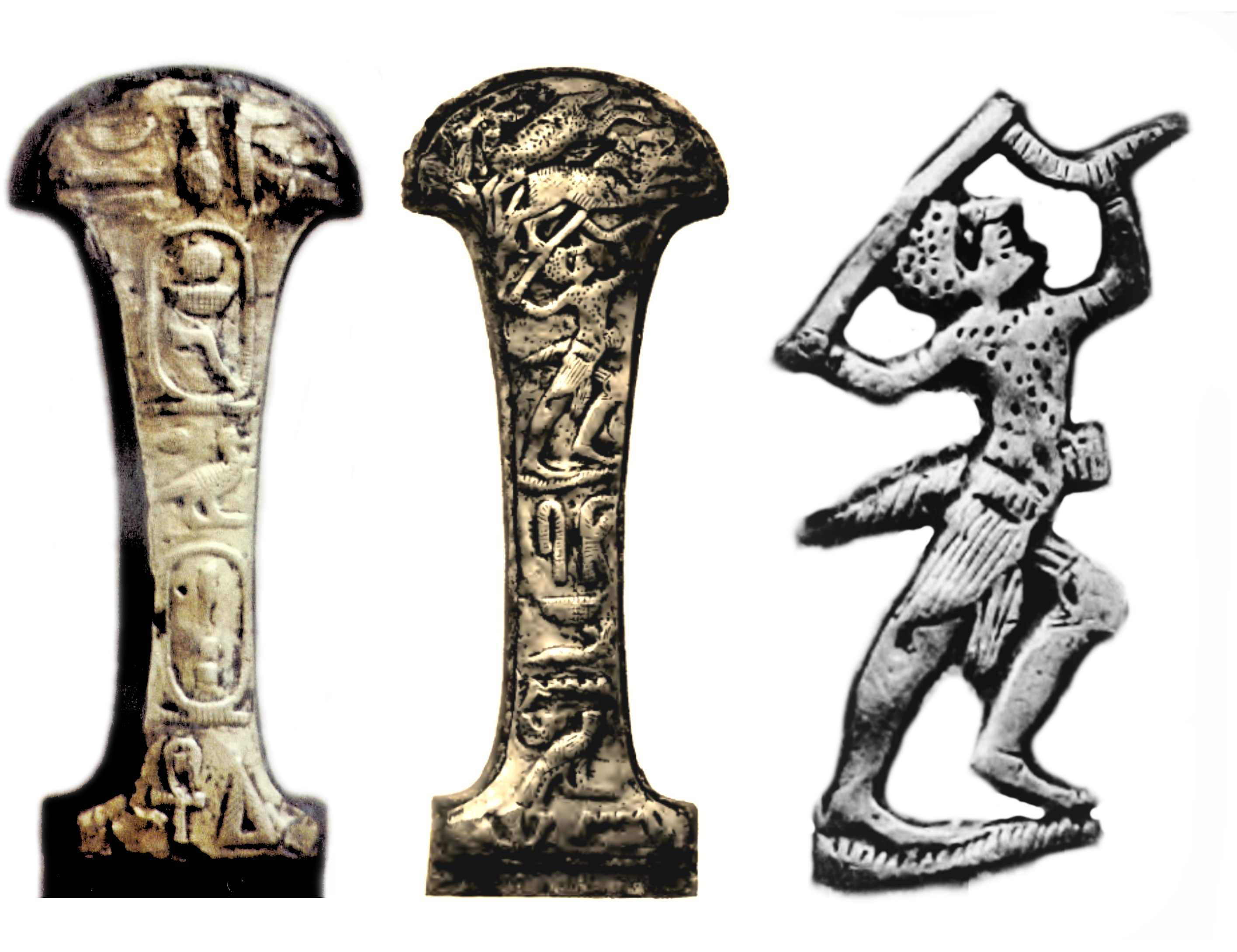
Impugnatura di daga in elettro appartenente ad un soldato del faraone Hyksos Ipepi: un soldato caccia armato di una spada e di un arco corto (museo di Luxor)

Il termine Hyksos (in greco antico Ὑκσώς, Hyksṑs), forma grecizzata dell'egizio heqau khasut, viene generalmente usato per definire le popolazioni che penetrarono in Egitto sul finire del periodo della storia egizia indicato come Medio Regno e governarono il nord dell'Egitto e parte del sud nel Secondo periodo intermedio, fra il 1720 e il 1530 a.C. In particolare sono chiamati hyksos i sei faraoni della XV dinastia (circa 1650-1550 a.C.). Centro politico del potere degli hyksos fu la città di Avaris, da loro fondata nel delta del Nilo.

## Origine del termine
| S38 | N29 | N25 · Z2 |

| S38 | N29 | N25 · Z2 |

Heka khasut, cioè "capo di un Paese straniero", è il termine con cui nel Canone reale erano chiamati i sei sovrani costituenti la XV dinastia egizia. Il termine, deformatosi successivamente in hyksos, fu usato in modo estensivo per indicare non solo questi sovrani, bensì anche quelli della XVI dinastia egizia e più in generale le popolazioni che penetrarono in Egitto sul finire del periodo della storia egizia indicato come Medio Regno. I sovrani della XV dinastia sono spesso indicati come "grandi hyksos", in contrapposizione ai "piccoli hyksos", principi locali vassalli dei grandi hyksos.
Il greco antico ὑκσώς (hyksṑs) è privo di equivalente in lingua latina ed è utilizzato una sola volta in tutta la letteratura greca a noi nota dall'astrologo e storico egizio Manetone (in Ios. Ap. I,14). A riprova della sua origine non greca (nello specifico egiziana), questa è in greco antico l'unica parola con la sequenza delle due consonanti ks, altrove sempre sostituita dalla lettera ξ (xi). 

## Storia

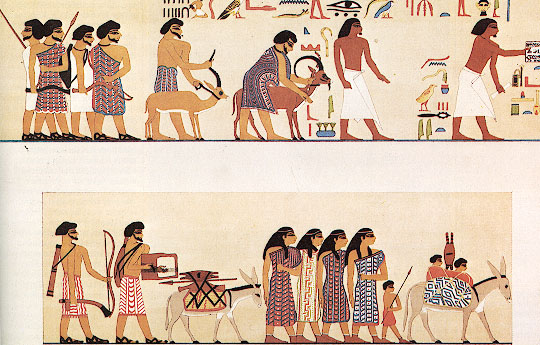
Un gruppo di stranieri del Levante, forse cananei, etichettati come Aamu (𓂝𓄿𓅓𓅱). Tomba del funzionario della XII dinastia Khnumhotep II a Beni Hasan (1900 a.C. circa).

Sulla provenienza degli Hyksos sono state avanzate molte congetture. Le indagini archeologiche hanno rilevato a partire dall'inizio del XVIII secolo a.C. l'infiltrazione nel delta del Nilo di popolazioni cananee, che portarono in Egitto l'uso del cavallo e il culto del dio semitico delle tempeste Hadad, identificato sincreticamente col dio egiziano Seth. Gli Hyksos furono molto probabilmente degli Amorrei, una popolazione semita nomade localizzata a ovest dell'Eufrate nel territorio della futura Siria. Secondo alcuni studiosi, tuttavia, essi comprendevano anche altre popolazioni, come gli Hurriti.
Grazie al lavoro dell'archeologo Manfred Bietak, che ha riscontrato somiglianze nell'architettura, nella ceramica e nelle pratiche funerarie, gli studiosi propendono attualmente per un'origine nord levantina degli Hyksos.
Uno studio sui tratti dentali condotto nel 2021 su 90 persone di Avaris ha indicato che gli individui definiti come locali e non locali non erano ancestralmente diversi tra loro. I risultati sono stati ritenuti in linea con le prove archeologiche, che suggeriscono che Avaris era un importante snodo nella rete commerciale del Mediterraneo orientale dell'età del bronzo medio, che accoglieva persone provenienti da oltre i suoi confini.

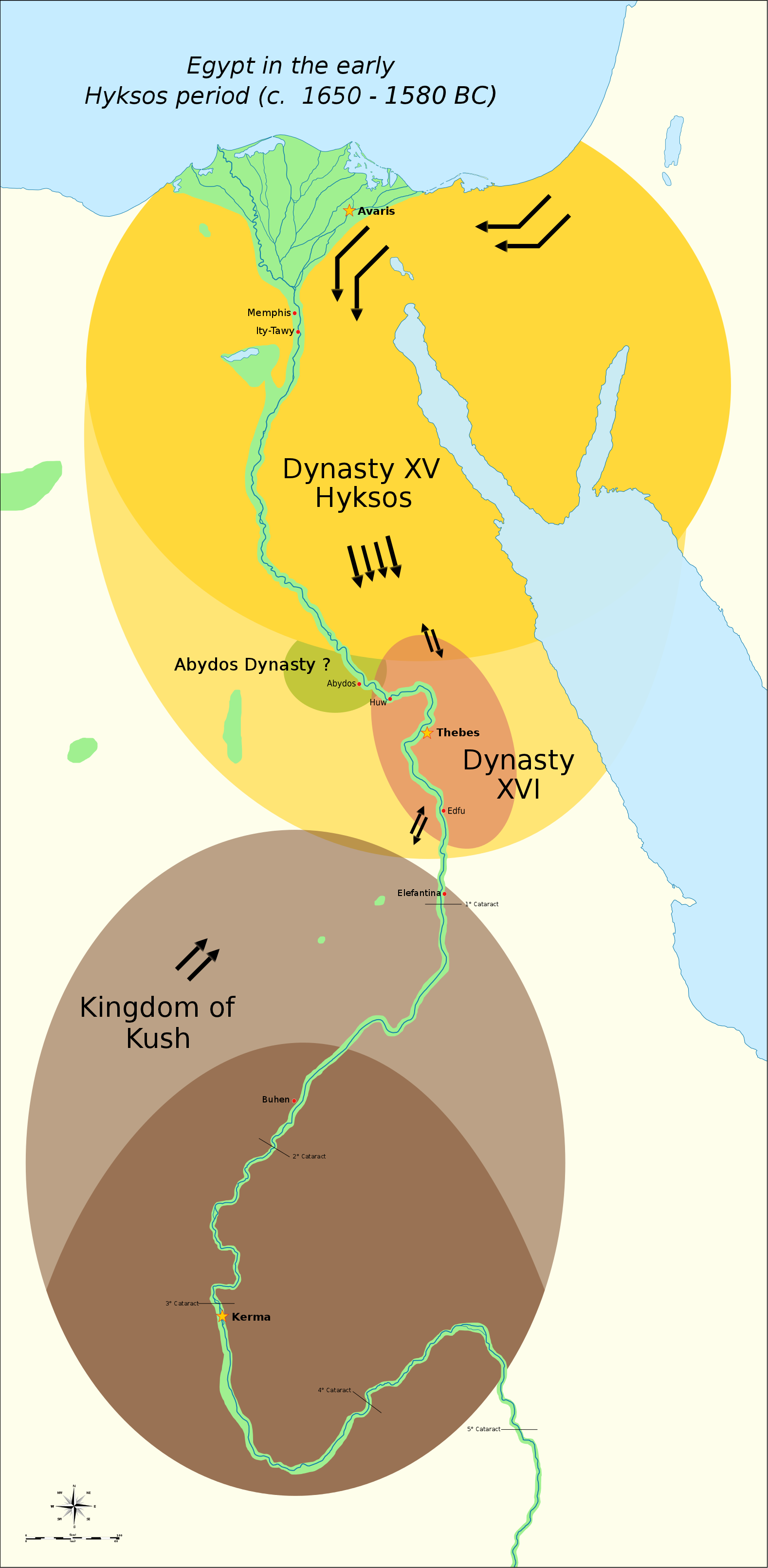
Il territorio controllato dagli Hyksos (in giallo) durante il Secondo periodo intermedio (ca. 1650 - 1550 a.C.).

Gli Hyksos furono un'etnia che governò l'Egitto in un periodo in cui la società egizia stava vivendo un momento di crisi; in un lasso di tempo di duecento anni governarono più di duecento faraoni e in tale confusione gli Hyksos potrebbero essersi infiltrati pacificamente e poi essersi imposti diffondendo nuove tradizioni ed usanze in Egitto. Trascorsi due secoli gli egiziani riacquisirono stabilità politica riorganizzandosi e riuscendo a scacciare questa dinastia non ereditaria proveniente da Canaan. La tradizione posteriore che vuole gli Hyksos invasori improvvisi dotati di superiorità militare grazie all'uso del carro da guerra non ha trovato alcun riscontro nelle verifiche archeologiche.
Oltre al già ricordato carro da guerra e al cavallo, con le popolazioni provenienti dalla Palestina giunsero in Egitto divinità hurrite, come Teshup, che si fusero con quelle locali. In questo periodo ebbe grande importanza nel delta del Nilo il culto di Seth, che in seguito, forse per questa sua "connivenza" con il nemico, fu bandito dal pantheon ufficiale egizio e relegato al ruolo di divinità malvagia.

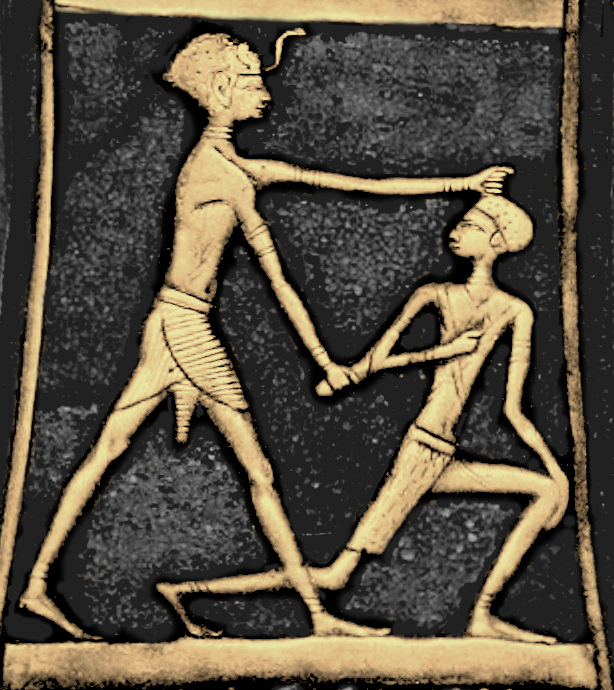
Il faraone Ahmose I uccide un Hyksos (museo di Luxor)

I faraoni tebani della XVII dinastia, Seqenenra Ta'o (1558–1555 a.C.) e Kamose (1555–1550 a.C.), lottarono duramente contro gli Hyksos ma il loro dominio terminò soltanto nel 1530 a.C. circa, quando il successore di Kamose, Ahmose I, ripristinò l'unità dello Stato dando inizio al periodo detto Nuovo Regno. Ahmose I saccheggiò Avaris e scacciò gli Hyksos nella roccaforte di Sharuhen, nel sud di Canaan, che espugnò dopo un lungo assedio durato tre anni.
Gli episodi concernenti l'invasione degli Hyksos sono stati descritti da Manetone, un sacerdote egiziano di Sebennytos, nel delta del Nilo, che visse nel III secolo a.C. sotto il regno di Tolomeo II Filadelfo e descrisse la storia dell'Egitto dalle origini fino ad Alessandro Magno. Di tale descrizione ci rimangono oggi solo pochi frammenti.

## Collegamenti con la Bibbia
Sin dall'antichità il periodo degli Hyksos venne identificato con il soggiorno in Egitto degli Ebrei, in particolare con le storie bibliche di Giuseppe e Mosè. Nella Bibbia, infatti, Giuseppe viene condotto sul cocchio che contraddistingueva il primo ministro egiziano (Gen 41, 43) e il cavallo dovette essere introdotto dagli Hyksos perché compare solo in documenti successivi.
Ipotesi
L'egittologo Donald Redford sostiene che la dominazione degli Hyksos sull'Egitto e la loro violenta cacciata risuonò per secoli, fino a diventare una reminiscenza comune nel popolo della terra di Canaan. Lo storico ed egittologo Jan Assmann afferma che il ricordo negativo da parte degli Egizi del periodo Hyksos potrebbe aver provocato una contromemoria da parte degli Ebrei nella quale sono viceversa gli invasori semiti a comparire come gli oppressi e gli Egizi in veste di oppressori.